# Кам'янка брунатна
Кам'янка брунатна (Oenanthe heuglinii) — вид горобцеподібних птахів родини мухоловкових (Muscicapidae). Мешкає в регіоні Сахелю.

## Опис
Довжина птаха становить 13-14 см. Верхня частина тіла темно-сіро-коричнева, на обличчі чорна "маска", над очима ідуть білі "брови". Груди і боки рудувато=охристі, горло і живіт дещо світліші. Надхвістя і гузка білі, нижні покривні пера крил рожевувато-охристі. Центральна частина і кінець хвоста чорні.

## Поширення і екологія
Брунатні кам'янки мешкають в Мавританії, Малі, Буркіна-Фасо, на півночі Кот-д'Івуара, Гани, Того і Беніну, в Нігері, північній і східній Нігерії, Камеруні, Центральноафриканській Республіці, Чаді, Судані, Південному Судані, Уганді, західній Ефіопії і північно-західній Кенії. Вони живуть на сухих кам'янистих рівнинах і на сухих луках. Зустрічаються парами або невеликими зграйками, на висоті до 2300 м над рівнем моря. Деякі популяції є осілими, деякі ведуть кочовий спосіб життя. Живляться комахами.